# Gewone pelargoniumgordijnzwam
De gewone pelargoniumgordijnzwam (Cortinarius flexipes) (ook: witgordelsteel) is een schimmel die voorkomt in naaldbossen op een zure ondergrond en waar mossen de benodigde hoeveelheid vocht vasthouden.

## Kenmerken

### Uiterlijke kenemerken
Hoed
De hoed heeft een diameter van 2 tot 5 cm. De vorm is gebogen of conisch en meestal duidelijk puntig tot stomp gewelfd. Jonge hoeden hebben vaak de vorm van een puntmuts. Onder de witte pluizige, vluchtige en afveegbare velumresten (vlokken) is de hoed donker leigrijs, grijsbruin, notenbruin tot donker roodbruin. Hoeden in droge toestand zijn bleker van kleur.
Lamellen
De lamellen zijn grijs tot kaneelbruine, zijn vrij smal. 
Steel
De steel is 4–7 cm lang en 0,2–0,6 cm breed en heeft een witachtige textuur met veel velumschubben op een oker tot donkerbruine achtergrond. De basis van de steel is meestal donkerder. 
Geur en smaak
Het dunne, bleekbeigebruine vruchtvlees is tot 3 cm dik net onder de umbo. Het ruikt sterk naar geraniumbladeren of verwelkte rozen en smaakt mild tot bitter.
Sporenprint
De sporenprint is tabaksbruin.

### Microscopische kenmerken
De sporen zijn ongeveer 8 × 5 µm groot.

## Verspreiding

Europese verspreidingsgebied

Deze paddenstoelsoort komt voor in Europa en Noord-Amerika. In Europa komt de soort algemeen voor.

## Foto's

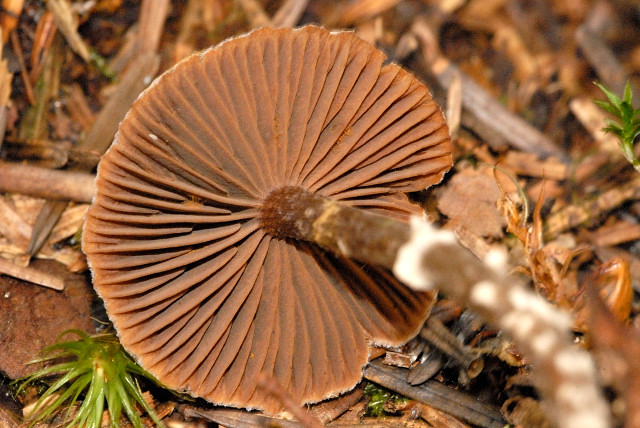
Lamellen
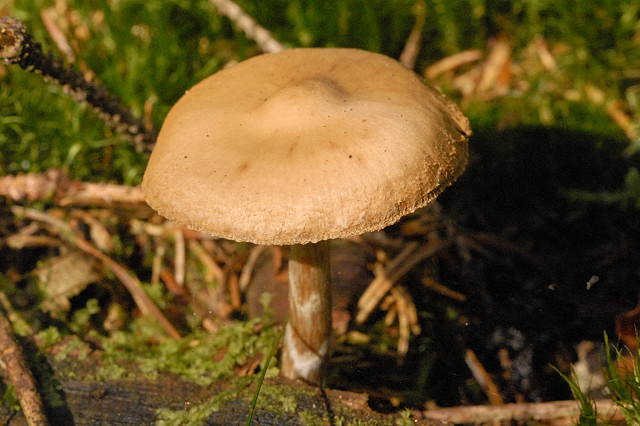
Hoed met umbo